# Dyschatell
En dyschatell eller duchâtel är en låg soffa med en mjuk stoppad sits och lösa dynor. Dyscha är en förkortning av dyschatell.
Ordet härrör från den franska ministern greve Duchâtel, som var en verksam i Köpenhamn på 1880- talet. När han skulle hem till Frankrike igen kunde han inte ta med sig alla sina saker utan ställde till med auktion. På denna inropade den skånske friherren von Blixen-Finecke en liggsoffa med lösa dynor i ryggen, som fick namn efter sin förra ägare. Från att sålunda ursprungligen ha varit ett familjeskämt spred sig ordet dyschatell. I Sverige blev möbeln populär i slutet av 1930-talet.